# Motomami
Motomami è il terzo album in studio della cantante spagnola Rosalía, pubblicato il 18 marzo 2022 dalla Columbia Records.
Scritto, prodotto e registrato tra la Spagna, gli Stati Uniti d'America e la Repubblica Dominicana, Motomami si presenta come un concept album che racconta i sentimenti provati dalla cantante durante il periodo di realizzazione del disco, espressi sotto forma di raccolta delle principali influenze musicali da cui è stata tratta ispirazione, attingendo soprattutto dalla musica latina. L'album è frutto di un lavoro della durata complessiva di tre anni: dal 2019 al 2021, periodo durante il quale la cantante si è imposta all'attenzione internazionale grazie ai singoli di successo Con altura, Yo x ti, tú x mí e TKN. Oltre ad affidarsi nuovamente alla produzione di El Guincho, con cui aveva già lavorato al predecessore El mal querer (2018), per questo progetto Rosalía ha coinvolto anche un ampio spettro di produttori del calibro di Pharrell Williams, James Blake, Frank Dukes e Tainy e collaborato vocalmente con i musicisti The Weeknd e Tokischa.
L'album è stato anticipato dalla pubblicazione di tre singoli ufficiali e del singolo promozionale Hentai. Il primo estratto, La fama in collaborazione con The Weeknd, è stato messo in commercio l'11 novembre 2021, ottenendo successo sia dal punto di vista commerciale che della critica. I successori Saoko e Chicken Teriyaki sono stati accolti da un successo più moderato. Despechá, singolo pubblicato nell'estate 2022, è stato incluso nella versione deluxe del disco Motomami + pubblicata in settembre. Inoltre, la cantante ha promosso Motomami attraverso numerose apparizioni televisive, un accordo con la serie di videogiochi Grand Theft Auto e con il Motomami World Tour, tournée che l'ha tenuta impegnata con date nelle arene e negli auditori di Europa, America Latina e Nord America nel corso della seconda parte del 2022.
Motomami è stato accolto con ampi consensi da parte della critica musicale, che ne ha elogiato per lo più l'approccio sperimentale e le sonorità innovative. Tra i vari riconoscimenti accumulati, spiccanno il Grammy Award come miglior album rock latino o alternativo e quattro Latin Grammy Awards, incluso quello nella categoria di album dell'anno. Motomami è risultato essere l'album con la votazione più alta registrata nel corso dell'anno su Metacritic ed è apparso nelle prime posizioni di numerose classifiche di fine anno. Il disco ha anche riscosso un buon successo commerciale in patria e a livello internazionale, debuttando al vertice delle classifiche sia in Spagna che in Portogallo e risultando essere anche il più riprodotto a livello mondiale sulla piattaforma Spotify durante i primi giorni dalla sua pubblicazione. L'album ha ottenuto numerose certificazioni nei mercati musicali dell'Europa meridionale e delle Americhe.

## Antefatti e sviluppo
Le sessioni di registrazione per il disco sono iniziate a Los Angeles a inizio 2019, alcuni mesi dopo la pubblicazione dell'album El mal querer. In concomitanza con l'inizio del tour promozionale di El mal querer, Rosalía ha iniziato a pubblicare una serie di singoli grazie ai quali si è affermata a livello internazionale. La prima di queste otto pubblicazioni, il brano Con altura in collaborazione di J Balvin e del produttore El Guincho, ha raggiunto il vertice delle classifiche in Argentina, Colombia, Spagna e Venezuela e il suo videoclip di accompagnamento è stato il terzo più visualizzato sulla piattaforma YouTube nel corso del 2019 nonché il video di un'artista femminile più visualizzato in assoluto quello stesso anno. Tale successo è stato confermato dal successivo singolo Yo x ti, tú x mí in collaborazione di Ozuna mentre il sodalizio con il rapper Travis Scott nel remix di Highest in the Room e nel brano TKN le ha fatto ottenere i suoi primi due ingressi nella Billboard Hot 100 statunitense.
Durante un'intervista da remoto per l'emittente radiofonica olandese 3VOOR12 nell'estate 2020, Rosalía ha confermato di aver scartato l'idea di inserire gli otto singoli da solista pubblicati negli ultimi due anni all'interno di una raccolta o un box set. La cantante è stata successivamente in studio di registrazione con produttori e musicisti del calibro di Michael Uzowuru, Mike Dean, Pharrell Williams e Playboi Carti.
Nel corso del 2021, sono stati messi in commercio i singoli  Lo vas a olvidar e Linda rispettivamente in collaborazione di Billie Eilish e l'artista dominicana Tokischa. Nel mese di maggio dello stesso anno la manager della cantante Rebecca León ha confermato che l'album non sarebbe stato pubblicato nel corso del 2021. Nel mese di agosto Rosalía ha rivelato a Santiago Matías che l'album «stesse prendendo forma» sebbene il numero delle tracce all'epoca fosse ancora sconosciuto. Rosalía ha anche precisato di aver sofferto il blocco dello scrittore durante il processo di scrittura del disco, anche se la pandemia di COVID-19 e il soggiorno con il cantante Frank Ocean nella città di New York hanno aiutato la cantante a superare tale situazione. Ad ottobre la cantante ha diffuso un'anteprima relativa a nuova musica sul social TikTok, facendo presupporre l'uscita imminente di un nuovo singolo. La pubblicazione del primo estratto dall'album fissata a novembre è stata confermata durante un meet and greet con i fan tenuto in Messico.

## Descrizione

### Concezione
Durante un'intervista con il conduttore Zane Lowe per i microfoni di Apple Music 1 nel marzo 2022, Rosalía ha descritto Motomami come un concept album sciolto che dipinge un autoritratto di se stessa. Ha anche rivelato che l'album dispone di una natura più giocosa rispetto ai precedenti, motivando la scelta come «scaturita dalla volontà della cantante di consentire al proprio senso dell'umorismo di emergere».
La scelta del titolo è dovuta alla «strutturazione dell'album in binari, manifestando due tipi di energia contrastanti». L'album si divide in due parti: Moto è la parte divineggiante, sperimentale, frizzante e la più forte del disco, mentre Mami è la parte genuina, personale, confessionale e vulnerabile. Rosalía ha anche dichiarato che «il femminismo è una componente implicita. È molto presente in alcune canzoni e forse meno in altre, perché alla fine è tutto il viaggio emotivo degli alti e bassi che un artista può percorrere» C'è molto della [sua] vita quotidiana, ecco perché questa rivendicazione delle donne e della femminilità sono implicite». e di sperare che con Motomami «possa fornire un contrappeso femminista alla misoginia radicata nell'industria musicale». Con il nome Motomami la cantante ha anche omaggiato la madre Pilar Tobella, proprietaria della società Motomami S.L., la quale si occupa di amministrare e rappresentare gli artisti nel settore musicale.

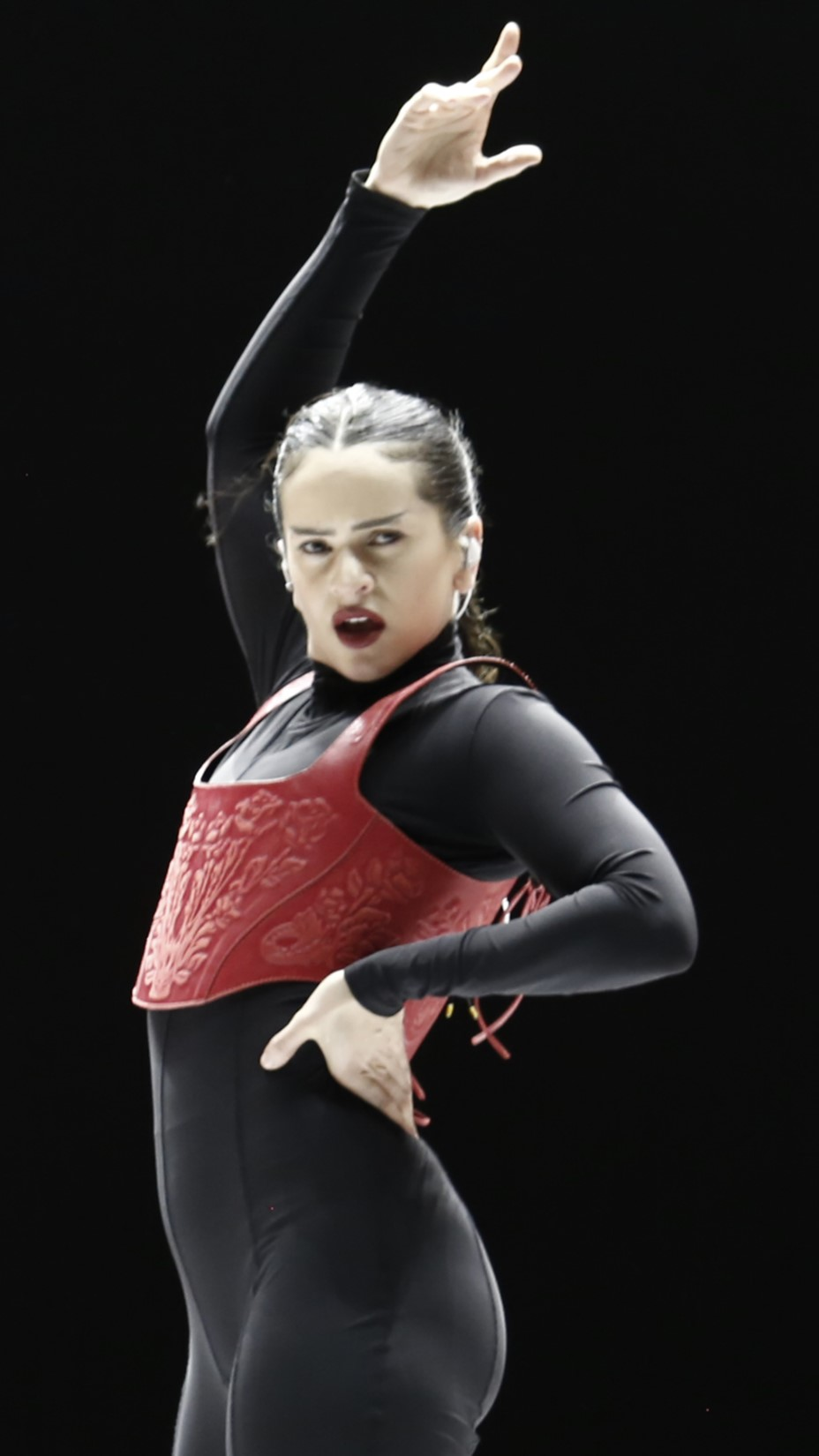
Rosalía durante la promozione dell'album nel 2023

### Copertina ed estetica
La copertina ufficiale dell'album raffigura l'artista in una posa provocatoria e minimalista: Rosalía è nuda, con indosso solo un casco da motociclista rosso lucido che copre parzialmente il suo volto, lasciando intravedere lo sguardo. Lo sfondo è completamente bianco nell'edizione standard e rosso in quella deluxe, mentre il logo apposto nella parte bassa della copertina è rosso brillante nell'edizione standard e nero in quella deluxe e presenta un effetto spray che richiama lo stile del graffitismo urbano. La copertina, realizzata da Daniel Sannwald, è stata presentata dalla cantante il 31 gennaio 2022.
L'estetica di Motomami si distingue per un approccio visivo che combina elementi tradizionali e contemporanei. L'album fa riferimento alla cultura flamenca, con cui la cantante ha esordito nel mercato musicale, attraverso simboli e immagini legati alla danza e al costume tradizionale, affiancandoli a richiami alla cultura motociclistica, come l'uso di caschi e abbigliamento tecnico impiegati sia nelle immagini promozionali che durante le esibizioni dal vivo. La scelta cromatica alterna colori accesi e vivaci a tonalità neutre, creando un contrasto che riflette i temi dell'album, quali la forza, la vulnerabilità e l'individualità. Questa commistione di riferimenti visivi si inserisce in una narrazione più ampia, rappresentativa dell'ibridazione culturale e musicale caratteristica del progetto.

### Sonorità e influenze
Motomami è un disco di genere prettamente pop sperimentale e reggaeton alternativo. In un'intervista con Diego Ortiz per la rivista Rolling Stone, Rosalía ha descritto l'album come un progetto «coraggioso» primariamente influenzato dalla musica reggaeton. L'interprete ha anche aggiunto che si tratta «del suo album più personale ed intimo», all'interno dei cui testi i principali temi trattati sono l'emancipazione, la sessualità, la rottura, la celebrazione, la spiritualità, l'amor proprio e l'isolamento. Motomami trae ispirazione principalmente dalla musica latina che la cantante era solita ascoltare da piccola e nella quale si è nuovamente imbattuta una volta iniziato a viaggiare il mondo per promuovere la propria carriera. Durante il processo di realizzazione del disco Rosalía si è ispirata a Héctor Lavoe, Nina Simone, Patti Smith, Bach, Michèle Lamy, Pedro Almodóvar e Andrej Tarkovskij. Ortiz ha elogiato la versatilità della cantante nel disco, notando come «come ci sia spazio per tutto al suo interno. Ogni elemento è stato assemblato con cura artigianale per creare lo scheletro di ciò che la musica moderna dovrebbe essere: arte e sapore, dembow, champeta, flamenco, bachata, hip hop, piano, melodie.» Il critico ha comparato «il livello di sperimentazione lirica, ritmica e sonora» a Ill Communication dei Beastie Boys (1994) e Play di Moby (1999), rintracciando similitudini anche con Pure Heroine di Lorde (2013) e The Downward Spiral dei Nine Inch Nails (1994).
La traccia di apertura del disco è Saoko, un brano raggaeton alternativo sperimentale che incorpora al suo interno elementi industrial e jazz d'avanguardia. Saoko è accompagnato dall'utilizzo di sintetizzatori, pianoforti distorti e i classici tamburi della musica raggaeton. Il raggaeton resta il genere trainante anche nella successiva Candy, nel quale Rosalía racconta la fine di una storia d'amore. La fama è una bachata midtempo influenzata dal genere electropop in cui vengono messi in luce gli aspetti negativi della popolarità. Rosalía recupera il flamenco delle origini in Bulerías, mentre la quinta traccia Chicken Teriyaki è un brano raggaeton caratterizzato dall'impiego di un testo leggero e divertente. Hentai si presenta come una ballad elettronica in cui la cantante esplora i temi del sesso e della sessualità femminile. La settima traccia Bizcochito si caratterizza per il suono champeta ed è «talmente gioiosa da sembrare il suono di un camioncino dei gelati che gira intorno al vicinato».
In Genís, Rosalía parla dell'isolamento e della nostalgia di casa provata durante il periodo trascorso negli Stati Uniti in seguito allo scoppio della pandemia; fornisce anche un punto di vista pessimistico nei confronti della città Los Angeles accompagna dalla melodia del pianoforte. La traccia si conclude con un messaggio vocale in catalano da parte della nonna materna della cantante. Segue la title track e interludio Motomami. La decima traccia Diablo, ha una base electronica e vede la partecipazione vocale non accreditata del musicista James Blake. In Delirio de grandeza la cantante riadatta l'omonimo brano del musicista cubano Justo Betancourt (1968) aggiungendo un campionamento di un live del duo statunitense Vistoso Bosses. Cuuuuuuuuuute si sposta sul genere cyberpunk per poi variare in una piano ballad e infine tornare al ritmo di partenza; il brano trae ispirazione da Wuthering Heights di Kate Bush. Como un g è una ballata al pianoforte che parla di un amore non corrisposto, mentre la successiva ABCDEFG figura come secondo ed ultimo interludio presente nell'album in ordine cronologico. Contiene una registrazione vocale in cui la cantante scandisce l'alfabeto. Rosalía collabora con l'artista dominicana Tokischa ne La combi Versace, un brano iscritto nei generi dembow e neoperreo. La traccia di chiusura Sakura contiene gli applausi del pubblico presente durante una delle date in arena dell'El mal querer tour. Nel brano Rosalía paragona la propria carriera da pop star alla breve vita di un fiore di ciliegio, il cui termine giapponese è appunto sakura.

## Promozione
Motomami è stato ufficialmente annunciato il 2 novembre 2021, in concomitanza con il terzo anniversario dall'uscita di El mal querer; l'annuncio è stato accompagnato dalla pubblicazione di un teaser trailer diretto da Daniel Sannwald e contenente l'anteprima della traccia omonima.  Subito dopo, Rosalía ha collaborato con Rockstar Games, l'azienda sviluppatrice del franchise Grand Theft Auto, alla realizzazione di una stazione radiofonica intitolata Motomami Los Santos per Grand Theft Auto Online. Le canzoni inserite all'interno di Motomami Los Santos sono state personalmente scelte dall'interprete insieme alla musicista e produttrice venezuelana Arca e comprendono una selezioni dei brani preferiti delle cantanti, tra cui figurano anche pezzi tratti dai rispettivi repertori discografici. La cantante ha anche concesso alla Sony Interactive Entertainment l'anteprima della traccia Bizcochito per il videogioco Gran Turismo 7, pubblicato due settimane prima dell'album.
Gran parte del processo di creazione e registrazione dell'album è stato documentato e condiviso dalla cantante attraverso un profilo Instagram, di cui Rosalía ha rivendicato l'autenticità nel gennaio 2022, servendosi di un approccio proteso al coinvolgimento diretto dei fan. Il lancio del disco è stato caratterizzato dall'impiego di strategie di marketing su scala intercontinentale: nel dicembre 2021, durante la settimana dedicata alla fiera dell'Art Basel, diversi graffiti raffiguranti il logo di Motomami sono stati disegnati per le strade di Miami e successivamente tale tendenza si è estesa ad altre città come Barcellona, Buenos Aires, Città del Messico, Madrid, Milano, New York, Seul e Tokyo. La piattaforma Spotify ha invece curato la realizzazione di cartelloni pubblicitari posizionati nelle zone centrali di Città del Messico, Madrid e Milano prima della pubblicazione dell'album.

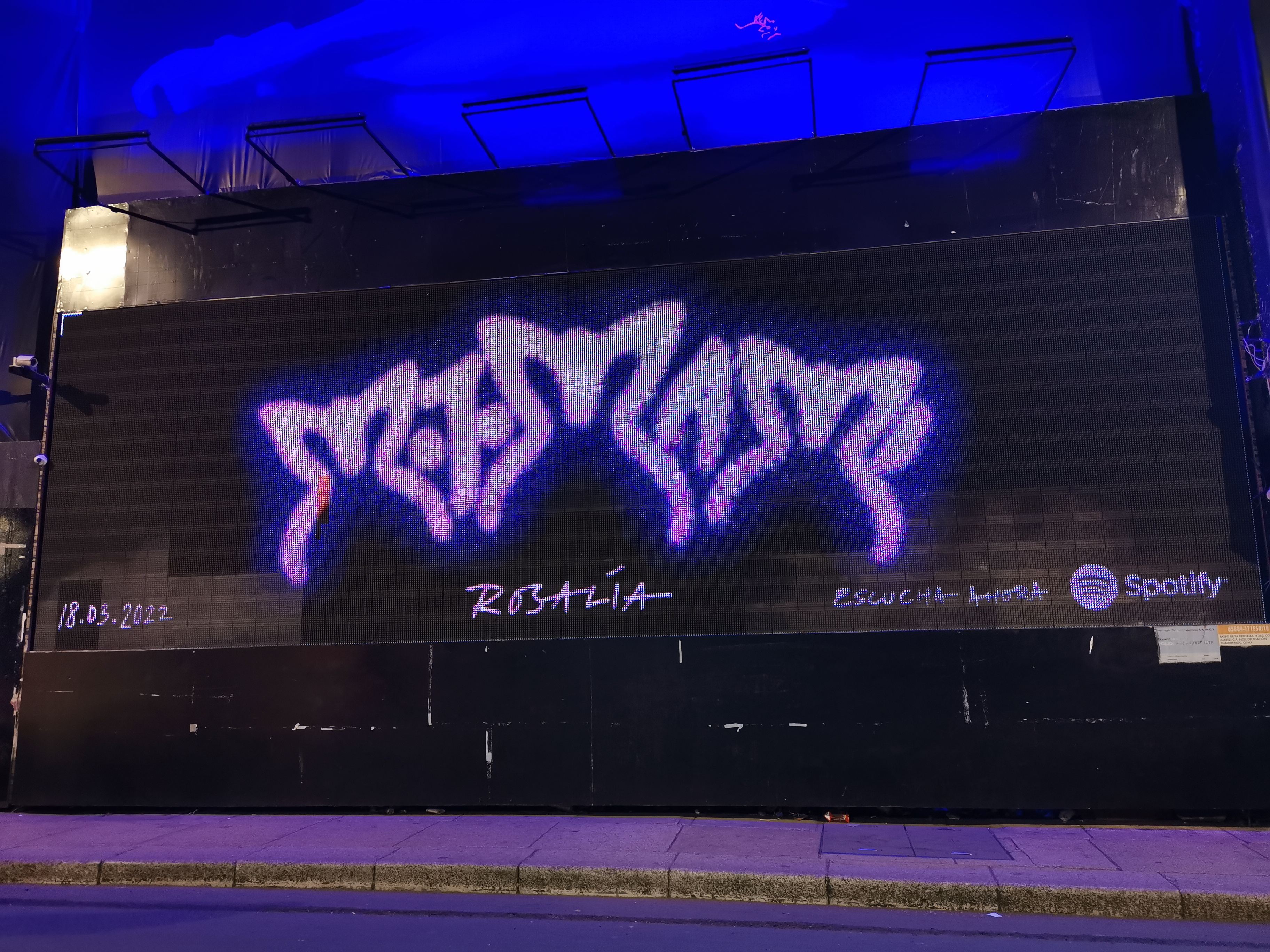
Cartellone promozionale dell'album a Città del Messico

A partire dal 27 febbraio 2022, la cantante ha condiviso con cadenza giornaliera e attraverso il proprio profilo Twitter le caratteristiche tipiche di una «motomami», il concept da lei creato che dà il nome al disco, attirando l'attenzione dei propri fan e del pubblico generale: diversi marchi, come AliExpress e la società calcistica FC Barcelona, hanno fatto riferimento al progetto. Rosalía è stata ospite di Jimmy Fallon nella puntata del 10 marzo del suo The Tonight Show e due giorni più tardi si è esibita sulle note dei singoli Chicken Teriyaki e La fama nell'ambito del Saturday Night Live: trattasi quest'ultima della seconda apparizione della cantante al noto talk show statunitense e della prima in assoluto per un artista spagnolo da solista. Il 17 marzo viene mandata in onda la puntata del programma spagnolo El Hormiguero, in cui la cantante figura tra gli ospiti in studio, mentre una settimana più tardi viene intervistata in Francia dal Quotidien e dall'emittente radiofonica NRJ. Il 7 aprile commenta l'album insieme al musicista e YouTuber spagnolo Jaime Altozano, il cui video di analisi di El mal querer era diventato virale all'epoca della pubblicazione di quel disco.
Per promuovere Motomami, Rosalía anche fatto un uso sistematico della popolare piattaforma sociale TikTok, sulla quale sono state diffuse anteprime e parti di testi dei brani dell'album prima della loro pubblicazione. Inoltre, la cantante ha tenuto su TikTok un concerto virtuale, Motomami Live, durante il quale sono state eseguite dal vivo le prime quindici tracce del disco. L'evento, registrato a Londra e ideato dal regista Stillz, è stato dapprima trasmesso su TikTok il 17 marzo e successivamente pubblicato su YouTube. I singoli La fama, Saoko, Chicken Teriyaki e Hentai hanno anticipato l'uscita dell'album, mentre i videoclip delle tracce Candy, Motomami e Delirio de grandeza sono stati pubblicati nel corso dei mesi seguenti.
Il 18 aprile 2022, per celebrare il primo mese dalla pubblicazione di Motomami, la cantante annuncia le date del Motomami World Tour, durante il quale si è esibita in Spagna nel mese di luglio, America Latina e Nord America tra agosto e ottobre e nelle arene d'Europa a dicembre successivo. Il tour, composto da 46 spettacoli e sponsorizzato da Live Nation, ha ottenuto un ottimo riscontro commerciale, venendo circa 135 000 biglietti solo in Spagna durante il primo giorno di disponibilità e oltre 440 000 complessivi secondo le stime di fine tour di Billboard. Il 9 settembre 2022, al termine della tappa latinoamericana del tour, viene pubblicata l'edizione deluxe dell'album, con l'aggiunta di otto tracce. Oltre ai quattro brani inediti eseguiti durante il tour, tra cui il singolo Despechá, vengono pubblicati anche la versione dal vivo di La fama eseguita al Palau Sant Jordi di Barcellona, il remix di Candy con il portoricano Chencho Corleone, l'inedito La kilié e il vocale Thank yu :).

## Accoglienza
| Recensione              | Giudizio |
| ----------------------- | -------- |
| AllMusic                | [ 62 ]   |
| Clash                   | 9/10     |
| London Evening Standard | [ 86 ]   |
| The Independent         | [ 87 ]   |
| The Line of Best Fit    | 9/10     |
| Mondo Sonoro            | 8/10     |
| NME                     | [ 1 ]    |
| Pitchfork               | 8.4/10   |
| Rolling Stone           | [ 89 ]   |
| The Telegraph           | [ 5 ]    |

Motomami è stato ampiamente acclamato dai critici musicali, che ne hanno elogiato la sperimentazione e il suono variegato. Sull'aggregatore di recensioni Metacritic, che assegna una valutazione in centesimi calcolando la media di recensioni professionali, l'album ha totalizzato un punteggio di 94 su 100 basato su quindici giudizi, risultato che equivale all'«acclamazione universale». In tal modo è risultato essere l'album con il punteggio più alto dell'anno registrato sul sito, nonché il sedicesimo di tutti i tempi.
Nel conferire cinque stelle su cinque, Diego Ortiz di Rolling Stone Spagna sostiene che Motomami «ridefinisce il concetto di mainstream attraverso l'esplorazione di un suono astratto, che si pone al di sopra di ogni limite e genere musicale. Si tratta indubbiamente di una delle produzioni più audaci e spericolate degli ultimi anni e che a sua volta apre un nuovo percorso di possibilità quasi infinite». Mark Richardson del The Wall Street Journal aggiunge che «per Rosalía, questo tipo di pop proiettato verso il futuro è mescolato con l'hip hop, il raggaeton caraibico, la musica dance e naturalmente il flamenco; nel progetto le chitarre della musica folkloristica spagnola si scontrano con l'elaborazione digitale ultraterrena. Rosalía è un'artista visionaria nell'esatta misura in cui lo sono state M.I.A. e Madonna, capace di utilizzare la propria posizione di personaggio di rilievo per spingersi verso nuove direzioni». Thom Jurek di AllMusic ha descritto il disco come «tanto provocativo e rischioso quanto creativo. Mette in evidenza la maestria di Rosalía, intrecciando insieme i fili contraddittori del pop latino e di quello anglosassone con forme tradizionali e avanguardiste e suoni freschi in un approccio radicale gloriosamente articolato che rende l'ascolto un'ossessione».
Pitchfork ha incoronato Motomami come la miglior pubblicazione della settimana, accompagnato dal commento di Julianne Escobedo Shepherd che recita: «È raro ascoltare un album così sperimentale, che aspira ad estendersi attraverso i generi e a giocare con la forma, e che raggiunge esattamente ciò che si propone di ottenere. Rosalía si era già presentata come una cantante formidabile, ma adesso sembra aver acquisito la consapevolezza che il raggiungimento dell'affermazione internazionale garantisce a sua volta la libertà di stabilire la propria agenda».

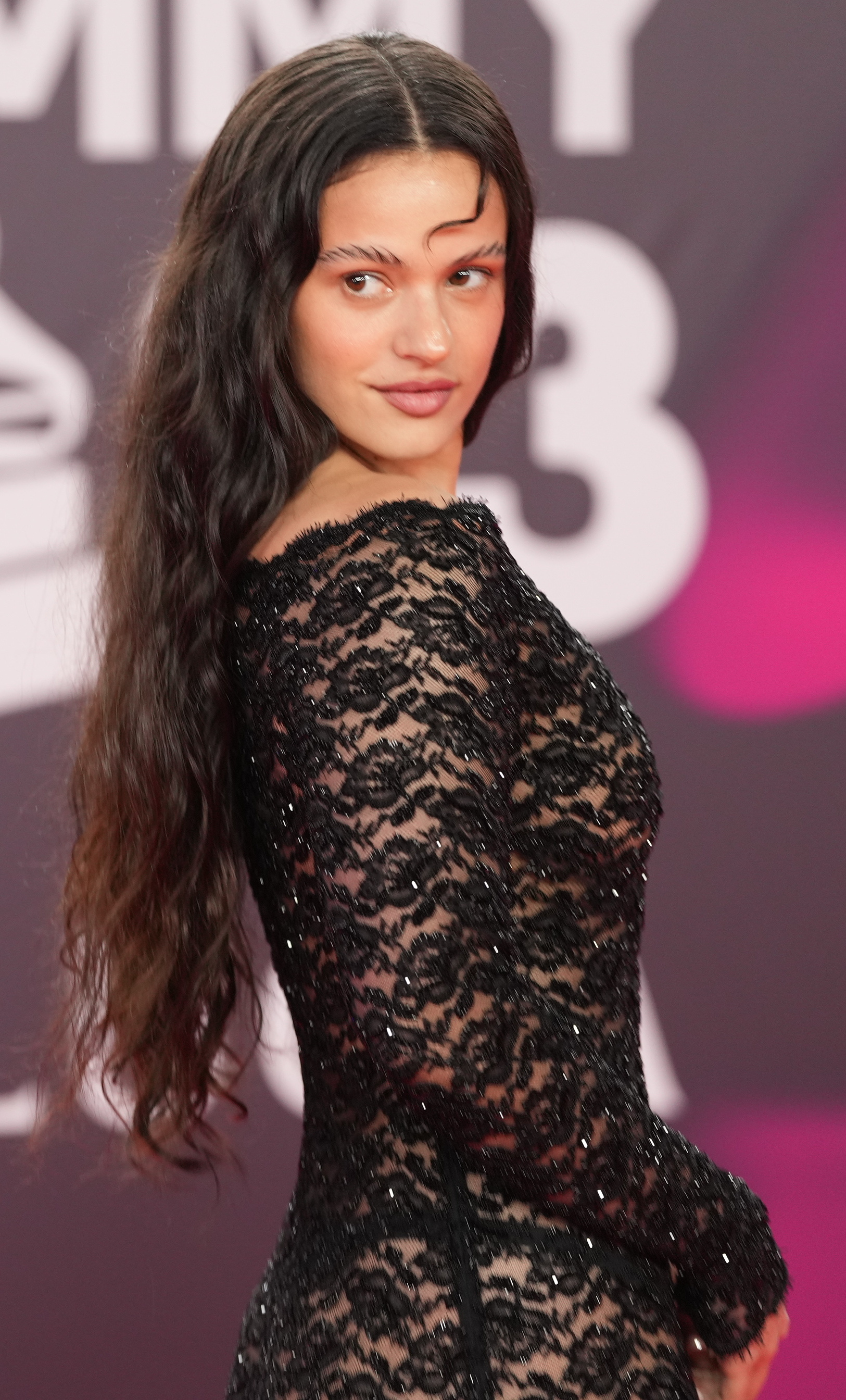
Con Motomami, Rosalía è diventata la prima artista donna a vincere due Latin Grammy Award all'album dell'anno

A fine anno, Motomami ha occupato alti posizionamenti nelle principali classifiche musicali relativi ai migliori album del 2022. Il segmento italiano della testata Rolling Stone lo ha eletto migliore album internazionale dell'anno giustificando in tal modo la scelta: «bisogna avere il coraggio di essere liberi per riuscire a scrivere e produrre dei dischi bellissimi. Il senso di Motomami, in fondo, è proprio questo, un elogio alla libertà creativa ed espressiva declinato in 24 episodi. Rosalía fa tutto, e tutto estremamente bene, sia nella scrittura che nella produzione. Il risultato è un disco paradossalmente minimalista nelle scelte sonore in cui ogni canzone però si compone di almeno 2-3 differenti brani, capaci di espandersi dal reggaeton all'avant pop, dal pop d'autore alla scuola spagnola. Se ogni anno uscisse almeno un disco così, l'universo discografico sarebbe magnifico». Anche la rivista statunitense Variety e il quotidiano britannico The Telegraph hanno concordato nel conferire all'album il primo posto.

### Riconoscimenti
Motomami è stato premiato come miglior album rock latino o alternativo nell'ambito della 65ª edizione dei Grammy Awards. Tuttavia, la sua esclusione dalla categoria principale di album dell'anno è stata ampiamente contestata dalla critica specializzata: Brittany Spanos di Rolling Stones l'ha definita una «un'evidente lacuna conoscitiva che dimostra come la National Academy of Recording Arts and Sciences abbia ancora molto da imparare sulla musica in lingue diverse dall'inglese». Anche altre testate hanno ritenuto sorprendente o un «affronto» tale esclusione, tra i quali il New York Times, Yahoo! Entertainment e W. Il disco ha vinto in tutte le categorie in cui è stato nominato ai Latin Grammy Awards del 2022, mentre con i singoli e il lungometraggio pubblicato su TikTok hanno accumulato altre cinque candidature. Inoltre, è stato premiato come album pop latino dell'anno sia durante i Billboard Latin Music Awards 2022 che ai Latin American Music Awards 2023 e come miglior album spagnolo ai LOS40 Music Awards 2022.

## Tracce
1. Saoko – 2:17 (testo: Rosalía Vila Tobella, Juan Luis Morera, Juan Orengo, Urbani Cedeño – musica: Rosalía Vila Tobella, David Rodríguez, Dylan Wiggins, Juan Orengo, Juan Morera, Justin Quiles, Michael Uzowuru, Noah Goldstein, Urbani Cedeño)
2. Candy – 3:13 (testo: Rosalía Vila Tobella, Pablo Díaz-Reixa – musica: Rosalía Vila Tobella, William Ray Norwood Jr., Rodney Jerkins, LaShawn Daniels, William Bevan, Fred Jerkins III, Pablo Díaz-Reixa, Kaan Güneşberk, David Rodríguez, Adam Feeney)
3. La fama (feat. The Weeknd) – 3:08 (testo: Rosalía Vila Tobella – musica: Rosalía Vila Tobella, Abel Tesfaye, Adam Feeney, Marco Masís, Alejandro Ramírez, Pablo Díaz-Reixa, David Rodríguez, Dylan Wiggins, Noah Goldstein)
4. Bulerías – 2:36 (testo: Rosalía Vila Tobella, Daniel Gómez Carrero – musica: Rosalía Vila Tobella, Noah Goldstein, Dylan Wiggins, David Rodríguez, José Miguel Vizcaya Sánchez)
5. Chicken Teriyaki – 2:02 (testo: Rosalía Vila Tobella, Pablo Díaz-Reixa, Alejandro Ramirez Suárez – musica: Rosalía Vila Tobella, Kamaal Fareed, Raúl Alejandro Ocasio Ruiz, Alejandro Ramirez Suárez, Pablo Díaz-Reixa, David Rodríguez, Michael Uzowuru)
6. Hentai – 2:42 (testo: Rosalía Vila Tobella, Pharrell Williams, Pilar Vila Tobella – musica: Rosalía Vila Tobella, Pharrell Williams, Michael Uzowuru, Chad Hugo, Noah Goldstein, Dylan Wiggins, Larry Gold, David Rodríguez, Jacob Sherman)
7. Bizcochito – 1:48 (testo: Rosalía Vila Tobella – musica: Rosalía Vila Tobella, Michael Uzowuru, David Rodríguez)
8. Genís – 4:12 (testo: Rosalía Vila Tobella – musica: Rosalía Vila Tobella, Cory Henry, Noah Goldstein, David Rodríguez, Dylan Wiggins)
9. Motomami – 1:01 (testo: Rosalía Vila Tobella, Pharrell Williams – musica: Rosalía Vila Tobella, Pharrell Williams, Michael Uzowuru, David Rodríguez,)
10. Diablo – 2:45 (testo: Rosalía Vila Tobella, Pablo Díaz-Reixa – musica: Rosalía Vila Tobella, James Blake Litherland, Michael Uzowuru, Noah Goldstein, Pablo Díaz-Reixa, David Rodríguez, Adam Feeney)
11. Delirio de grandeza – 2:35 (testo: Carlos Querol, James W. Manning – musica: Rosalía Vila Tobella, Michael Uzowuru, David Rodríguez, Carlos Querol, James W. Manning)
12. Cuuuuuuuuuute – 2:30 (testo: Rosalía Vila Tobella, So Y Tiet, Pilar Vila Tobella – musica: Rosalía Vila Tobella, Noah Goldstein, Dylan Wiggins, David Rodríguez, So Y Tiet)
13. Como un g – 4:22 (testo: Rosalía Vila Tobella, Pablo Díaz-Reixa – musica: Rosalía Vila Tobella, James Blake Litherland, Noah Goldstein, Pablo Díaz-Reixa, David Rodríguez, Adam Feeney)
14. ABCDEFG – 1:05 (Rosalía Vila Tobella)
15. La combi Versace (feat. Tokischa) – 2:40 (testo: Rosalía Vila Tobella, Pablo Díaz-Reixa, Tokischa Altagracia Peralta Juárez – musica: Rosalía Vila Tobella, Pharrell Williams, Michael Uzowuru, Pablo Díaz-Reixa, Alejandro Ramirez Suárez, David Rodríguez, Teo Halm, Marcos Masís)
16. Sakura – 3:21 (testo: Rosalía Vila Tobella – musica: Rosalía Vila Tobella, Noah Goldstein, David Rodríguez)

Tracce bonus nell'edizione deluxe
1. Thank yu :) – 0:35 (Rosalía Vila Tobella)
2. Despechá – 2:37 (testo: Rosalía Vila Tobella – musica: Carlos Ortíz Rivera, Juan G. Rivera Vázquez, Noah Goldstein, Dylan Wiggins, Nino Segarra, David Rodríguez)
3. Candy (feat. Chencho Corleone) (Remix) – 3:25 (testo: Rosalía Vila Tobella, Pablo Díaz-Reixa – musica: Rosalía Vila Tobella, William Ray Norwood Jr., Rodney Jerkins, LaShawn Daniels, William Bevan, Fred Jerkins III, Pablo Díaz-Reixa, Kaan Güneşberk, David Rodríguez, Adam Feeney)
4. La fama (Live en el Palau Sant Jordi) – 3:46 (testo: Rosalía Vila Tobella – musica: Rosalía Vila Tobella, Abel Tesfaye, Adam Feeney, Marco Masís, Alejandro Ramírez, Pablo Díaz-Reixa, David Rodríguez, Dylan Wiggins, Noah Goldstein)
5. Aislamiento – 3:27 (testo: Rosalía Vila Tobella, Terius Youngdell Nash – musica: Rosalía Vila Tobella, Terius Youngdell Nash, Noah Goldestin, Teo Halm, Pablo Díaz-Reixa, Dylan Wiggins, David Rodríguez)
6. La kilié – 2:11 (testo: Rosalía Vila Tobella – musica: Rosalía Vila Tobella, Teo Halm, Pablo Díaz-Reixa, Gabriel do Borel, Michael Uzowuru, David Rodríguez)
7. LAX – 1:30 (testo: Rosalía Vila Tobella, Pablo Díaz-Reixa – musica: Rosalía Vila Tobella, Pablo Díaz-Reixa, Michael Uzowuru, Teo Halm, David Rodríguez)
8. Chiri – 2:01 (testo: Rosalía Vila Tobella, Alejandro Ramírez Suárez – musica: Rosalía Vila Tobella, Alejandro Ramírez Suárez, Noah Goldstein, Dylan Wiggins, David Rodríguez, Salvador Andrades Santiago, Ana Cortés Bustamente)

## Successo commerciale
Motomami è diventato l'album di un artista spagnolo con più riproduzioni sulla piattaforma di musica in streaming Spotify nelle prime 48 ore dalla sua disponibilità, registrando anche il più alto debutto giornaliero per un album di un artista musicale proveniente dalla Spagna. A fine anno, è risultato essere l'album femminile più riprodotto del 2022.
L'album ha debuttato al trentatreesimo posto della Billboard 200 statunitense, con una vendita di 17 000 unità, risultando essere il debutto più alto dell'anno per un album pop latino. Ha anche esordito al primo posto della classifica Top Latin Pop Albums, ottenendo la sua seconda numero uno consecutiva dopo El mal querer. A quasi tre anni dalla sua pubblicazione, nel gennaio 2025 il disco è stato certificato disco d'oro dalla Recording Industry Association of America per average superato la soglia delle 500 000 unità.

## Classifiche

### Classifiche settimanali
| Classifica (2022) | Posizione massima |
| ----------------- | ----------------- |
| Austria           | 18                |
| Belgio (Fiandre)  | 3                 |
| Belgio (Vallonia) | 17                |
| Canada            | 50                |
| Croazia           | 35                |
| Francia           | 15                |
| Germania          | 42                |
| Irlanda           | 43                |
| Italia            | 24                |
| Lituania          | 43                |
| Norvegia          | 40                |
| Paesi Bassi       | 12                |
| Portogallo        | 1                 |
| Regno Unito       | 42                |
| Repubblica Ceca   | 39                |
| Slovacchia        | 55                |
| Spagna            | 1                 |
| Stati Uniti       | 33                |
| Svizzera          | 6                 |

### Classifiche di fine anno
| Classifica (2022) | Posizione |
| ----------------- | --------- |
| Belgio (Fiandre)  | 108       |
| Belgio (Vallonia) | 94        |
| Francia           | 53        |
| Italia            | 86        |
| Spagna            | 2         |
| Svizzera          | 85        |
| Classifica (2023) | Posizione |
| Italia            | 99        |
| Portogallo        | 80        |
| Spagna            | 12        |